# تورلایف هولبی
تورلایف هولبی (انگلیسی: Thorleif Holbye; ۲۹ آوریل ۱۸۸۳ – ۱۹ اکتبر ۱۹۵۹) قایقران قایق بادبانی اهل نروژ بود.